# Jonas Dobler
Jonas Dobler (* 4. Mai 1991 in Tegernsee) ist ein ehemaliger deutscher Skilangläufer. Er gehörte seit 2012 dem Zoll-Ski-Team an.

## Werdegang
Dobler, der für den Ski-Club Traunstein startet, trat bis 2011 bei Juniorenrennen an. Dabei belegte er in der Saison 2010/11 den zweiten Platz in der U20 Gesamtwertung des Alpencups. Von 2011 bis 2014 nahm er vorwiegend am Alpencup teil, den er 2013 auf dem vierten Platz in der Gesamtwertung beendete. Bei den deutschen Skilanglaufmeisterschaften 2013 gewann er viermal Bronze. Sein erstes Weltcuprennen lief er im Dezember 2011 in Rogla, das er mit dem 49. Rang im 15-km-Massenstartrennen. Seine ersten Weltcuppunkte holte er bei der Tour de Ski 2013/14, die er mit dem 21. Platz beendete. Zum Beginn der Saison 2014/15 belegte er im Weltcup meist Platzierungen außerhalb der Punkte. Die Tour de Ski 2015 beendete er auf dem 16. Platz in der Gesamtwertung. Bei den nordischen Skiweltmeisterschaften 2015 in Falun kam er auf den 31. Platz über 15 km Freistil, den 27. Rang im Skiathlon und den siebten Platz mit der Staffel. Nach Platz 24 bei der Nordic Opening in Ruka zu Beginn der Saison 2015/16, belegte er den 17. Platz bei der Tour de Ski 2016. Bei der Ski Tour Canada kam er zum Saisonende auf den 25. Rang und erreichte den 27. Platz im Gesamtweltcup. Sein bestes Weltcupeinzelresultat in der Saison 2016/17 war der 21. Platz über 15 km klassisch in Otepää. Seine besten Platzierungen bei den nordischen Skiweltmeisterschaften 2017 in Lahti waren der 21. Patz im Skiathlon und der sechste Rang mit der Staffel. Im März 2017 wurde er bei den deutschen Skilanglaufmeisterschaften in Oberwiesenthal Meister über 50 km Freistil und Dritter zusammen mit Thomas Hauber im Teamsprint.
Nach Platz 38 beim Ruka Triple zu Beginn der Saison 2017/18, belegte Dobler den 23. Platz bei der Tour de Ski 2017/18 und den 40. Rang beim Weltcupfinale in Falun. Bei den Olympischen Winterspielen 2018 in Pyeongchang kam er auf den 22. Platz im Skiathlon und auf den sechsten Rang mit der Staffel. Im März 2018 wurde er bei den deutschen Skilanglaufmeisterschaften in Reit im Winkl zusammen mit Sebastian Eisenlauer Zweiter im Teamsprint und Zweiter über 30 km klassisch. In der Saison 2018/19 belegte er den 31. Platz beim Lillehammer Triple, den 26. Rang bei der Tour de Ski 2018/19 und den 35. Platz beim Weltcupfinale in Québec und erreichte damit den 57. Platz im Gesamtweltcup und den 38. Rang im Distanzweltcup. Dabei erreichte er in Lillehammer mit der sechstschnellsten Zeit in der Verfolgung seine erste Top-Zehn-Platzierung im Weltcupeinzel. Beim Saisonhöhepunkt, den nordischen Skiweltmeisterschaften 2019 in Seefeld in Tirol, lief er auf den 25. Platz im Skiathlon, auf den 17. Rang im 50-km-Massenstartrennen und auf den sechsten Platz mit der Staffel. Ende März 2019 wurde er bei den deutschen Skilanglaufmeisterschaften in Reit im Winkl deutscher Meister im Massenstartrennen über 30 km Freistil.
In der Saison 2020/21 lief Dobler auf den 33. Platz beim Ruka Triple und auf den 21. Rang bei der Tour de Ski 2021. Seine besten Platzierungen bei den nordischen Skiweltmeisterschaften 2021 in Oberstdorf waren der 17. Platz im 50-km-Massenstartrennen und der siebte Rang mit der Staffel. Im folgenden Jahr belegte er bei den Olympischen Winterspielen in Peking den 20. Platz im 50-km-Massenstartrennen und den 19. Rang über 15 km klassisch.
Der Deutsche Skiverband kündigte am 8. März 2023 an, dass Jonas Dobler seine Karriere beendet. Am 11. März trat er beim Weltcup in Oslo letztmalig auf der Distanz von 50 km an. Kurz zuvor hatte Dobler am 3. März in der 4 × 10-km-Staffel bei den Nordischen Skiweltmeisterschaften in Planica mit der deutschen Mannschaft den dritten Platz belegt und seine erste Medaille bei einem Großereignis gewonnen. Dobler gehörte ab August 2012 als Zolloberwachtmeister dem Zoll-Ski-Team an. Im August 2023 will er ein Duales Studium für den gehobenen Dienst beim Zoll beginnen.

## Teilnahmen an Weltmeisterschaften und Olympischen Winterspielen

### Olympische Spiele
- 2018 Pyeongchang: 6. Platz Staffel, 22. Platz 30 km Skiathlon
- 2022 Peking: 19. Platz 15 km klassisch, 20. Platz 50 km Freistil Massenstart

### Nordische Skiweltmeisterschaften
- 2015 Falun: 7. Platz Staffel, 27. Platz 30 km Skiathlon, 31. Platz 15 km Freistil
- 2017 Lahti: 6. Platz Staffel, 21. Platz 30 km Skiathlon, 24. Platz 50 km Freistil Massenstart, 27. Platz 15 km klassisch
- 2019 Seefeld in Tirol: 6. Platz Staffel, 17. Platz 50 km Freistil Massenstart, 25. Platz 30 km Skiathlon
- 2021 Oberstdorf: 7. Platz Staffel, 17. Platz 50 km klassisch Massenstart, 23. Platz 15 km Freistil, 36. Platz 30 km Skiathlon
- 2023 Planica: 3. Platz Staffel, 15. Platz 30 km Skiathlon, 18. Platz 15 km Freistil, 21. Platz 50 km klassisch Massenstart

## Platzierungen im Weltcup

### Weltcup-Statistik
Die Tabelle zeigt die erreichten Platzierungen im Einzelnen.
- 1.–3. Platz: Anzahl der Podiumsplatzierungen
- Top 10: Anzahl der Platzierungen unter den ersten zehn
- Punkteränge: Anzahl der Platzierungen innerhalb der Punkteränge
- Starts: Anzahl gelaufener Rennen in der jeweiligen Disziplin
- Hinweis: Bei den Distanzrennen erfolgt die Einordnung gemäß FIS.

| Platzierung         | Distanzrennen a | Distanzrennen a | Distanzrennen a | Distanzrennen a | Distanzrennen a | Skiathlon Verfolgung | Sprint | Etappen- rennen b | Gesamt | Team c | Team c  |
| Platzierung         | ≤ 5 km          | ≤ 10 km         | ≤ 15 km         | ≤ 30 km         | > 30 km         | Skiathlon Verfolgung | Sprint | Etappen- rennen b | Gesamt | Sprint | Staffel |
| ------------------- | --------------- | --------------- | --------------- | --------------- | --------------- | -------------------- | ------ | ----------------- | ------ | ------ | ------- |
| 1. Platz            |                 |                 |                 |                 |                 |                      |        |                   |        |        |         |
| 2. Platz            |                 |                 |                 |                 |                 |                      |        |                   |        |        |         |
| 3. Platz            |                 |                 |                 |                 |                 |                      |        |                   |        |        |         |
| Top 10              |                 |                 | 1               |                 |                 | 1                    |        |                   | 2      |        | 9       |
| Punkteränge         |                 | 8               | 28              | 4               | 5               | 30                   | 1      | 9                 | 85     |        | 10      |
| Starts              | 4               | 13              | 56              | 6               | 7               | 43                   | 33     | 18                | 180    |        | 10      |
| Stand: Karriereende |                 |                 |                 |                 |                 |                      |        |                   |        |        |         |

### Weltcup-Gesamtplatzierungen
| Saison  | Gesamt | Gesamt | Distanz | Distanz | Sprint | Sprint |
| Saison  | Punkte | Platz  | Punkte  | Platz   | Punkte | Platz  |
| ------- | ------ | ------ | ------- | ------- | ------ | ------ |
| 2013/14 | 94     | 63.    | 36      | 63.     | 18     | 68.    |
| 2014/15 | 129    | 51.    | 69      | 46.     | -      | -      |
| 2015/16 | 295    | 27.    | 201     | 23.     | -      | -      |
| 2016/17 | 22     | 112.   | 22      | 72.     | -      | -      |
| 2017/18 | 86     | 60.    | 54      | 46.     | -      | -      |
| 2018/19 | 103    | 57.    | 83      | 38.     | -      | -      |
| 2019/20 | 103    | 54.    | 103     | 34.     | -      | -      |
| 2020/21 | 144    | 41.    | 104     | 29.     | -      | -      |
| 2021/22 | 60     | 65.    | 60      | 36.     | -      | -      |
| 2022/23 | 283    | 57.    | 238     | 38.     | -      | -      |